# 阿基米德桥

浮力現象圖解

阿基米德桥（英語：Submerged floating tunnel (SFT); suspended tunnel; Archimedes bridge；意譯：水下懸浮隧道）是一種在水中浮动的管状隧道，依靠它本身的浮力支撐隧道重量，取名由阿基米德原理而来。(具體上，或阿基米德原理）為避免受到水上交通與天氣的影響，隧道建置於水下，但為免承受過大水壓，通常20-50米(60–150 ft)的深度即已足夠。系鏈錨定於岩土或是由位於水面上的 躉船(pontoon)拉住 ，以防止其向下沉沒，或者浮上水面。

## 建造

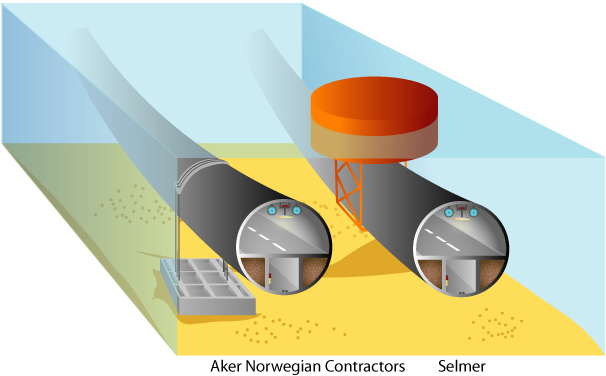
兩種水下懸浮隧道(即阿基米德橋)

阿基米德橋的建造方法類似沉管式隧道，先在平台裝配，再運往建築地，再固定。另一作法為把每一段預制運往建築地裝配，再把內裏的水抽走。
浙江千島湖将建立世界上第一座阿基米德桥样桥。
水下懸浮隧道的概念，是基於著名的技術應用浮橋和離岸結構, 但施工大多相似於沉管隧道: 一種方式是建立管部分在幹船塢;然後浮到施工現場，下沉到位，而密封; 當部分地固定於彼此，(而後)密封破裂。另一種可能性是建立部分啟封，並焊接在一起後，泵出裡面的水。
鎮流器計算，這樣的結構有近似靜力平衡（也就是隧道是大致相同的整體密度為水），而沉管隧道碴加權他們下到海中床上。 這當然意味著，一個懸浮隧道必須固定到地面或水面保持在正確位置（取決於隧道的平衡點在哪一側）。

## 應用

水跨越結構: 1: 懸索橋 2: 阿基米德橋 3: 沉管式隧道 4: 海底隧道

阿基米德桥可以在较深的水中建造，而在这些地方，传统的桥梁或隧道建造会非常昂贵，或在技术上存在困难。阿基米德桥能够轻松应对地震干扰和天气事件，因为它们具有一些活动自由度，并且它们的结构性能独立于长度（也就是说，它可以很长，而不会影响其稳定性和抵抗力）。
另一方面，它们在锚点或内部交通方面可能很脆弱，因此在建造时必须考虑到这一点。
可能的应用包括峡湾、深而窄的海道，和深邃的湖泊。

## 提議
浸沒式懸浮隧道從未建成，但是，不同的實體已經有一些提議。
| Date          | Place                    | Country  | Proposer                                               | link                |
| ------------- | ------------------------ | -------- | ------------------------------------------------------ | ------------------- |
|               | 英吉利海峽               | 聯合王國 | Sir Edward James Reed                                  | [ 4 ]               |
| 1969年        | 墨西拿海峽               | 義大利   | Alan Grant                                             | [ 5 ]               |
| 1998年        | Høgsfjord                | 挪威     | Norwegian Public Roads Administration                  | [ 6 ] [ 7 ] [ 8 ]   |
| 2003年4月16日 | 跨大西洋隧道             | 不適用   | 探索頻道的 工程大突破 (第一季, 第三集)                 | [ 9 ]               |
| ?             | 噴火灣, 北海道           | 日本     | 懸浮隧道技術協會                                       | [ 10 ] [ 11 ]       |
| ?             | 華盛頓湖, 西雅圖         | 美國     | James Felch / Subterra, Inc.                           | [ 12 ] [ 5 ] [ 11 ] |
| ?             | 溫哥華島                 | 加拿大   | Ministry of Transportation of 不列顛哥倫比亞, 加拿大   | [ 13 ]              |
| ?             | 盧加諾湖                 | 瑞士     |                                                        | [ 5 ]               |
| 2017年6月6日  | Multiple potential sites | 不適用   | Hyperloop One                                          | [ 14 ]              |
| ?             | Funka Bay, 北海道        | 日本     | Society of Submerged Floating Tunnel Technology        | [ 10 ] [ 11 ]       |
| ?             | 华盛顿湖, Seattle        | 美国     | James Felch / Subterra, Inc.                           | [ 5 ] [ 11 ] [ 12 ] |
| ?             | 溫哥華島                 | 加拿大   | Ministry of Transportation of British Columbia, Canada | [ 15 ]              |
| ?             | 盧加諾湖                 | 瑞士     |                                                        | [ 5 ]               |
|               | 庫克海峽                 | 新西兰   |                                                        | [ 16 ]              |

### 歐洲
Ponte di Archimede國際，一家意大利公司與挪威道路研究實驗室合作，調查SFT 丹麥公路研究所和意大利船舶註冊，來自歐盟的財政補助和協調FEHRL (Forum European National Highway Research Laboratories) 超過30國道中心的國際協會。 此外，省主管部門科莫 (科莫湖) and 萊科, 在意大利, 阿基米德橋已正式出極大的興趣穿越Lario和水中懸浮隧道在墨西拿海峽的研究已經推動的 Ponte di Archimede S.p.A. 的可行性分析和驗證，由Italian Naval Register (RINA)。  在挪威，利息已經恢復與挪威公共道路管理局（NPRA）克里斯蒂安和特隆赫姆之間沿西部走廊（E39）為消除所有峽灣口岸的渡輪調查技術和經濟潛力。  該項目還通過與FEHRL永遠敞開路計劃。
根據Elio Matacena, Ponte Archimede di International的總裁, 建立這樣的隧道在更深的水域的唯一約束是價格結構。 也就是說，工程將會需要很長的纜線，那些昂貴的纜線。他還提到，橋能夠支持更多的重量比傳統的橋，其中有非常嚴格的重量限制，而被兩次便宜。 Matacena指出，環境進行的研究表明，該橋將有一個非常低的水生生物的影響。

### 中國
中義阿基米德橋聯合實驗室（SIJLAB），創建於1998年，由中國科學院力學研究所和義大利阿基米德橋國際公司於1998年成立，由義大利外交部、中國科學院力學研究所、中國科學技術部資助。
該財團已開始在中國浙江的千島湖中建立一個100米的示範隧道。從外觀看來，它像是個橢圓管，內部將有兩層單向高速公路位在中間，與兩條鐵軌位於兩翼。 此千島湖原型將有助於位於中國浙江省的金塘海峽阿基米德橋的興建，其將連接舟山群島與大陸，長度長達3300米。

### 印尼
印尼也表達了這一技術的興趣。對於基礎設施建設，將巴厘島至泰國，有兩個選擇，傳統的橋或海底隧道。
2004年隧道方案更廣泛的討論，特別是當佳柏吉安GIE，然後宣布，歐洲財團有興趣投資在爪哇和蘇門答臘之間的海底隧道，國家發展部長。告訴預算約15億美元，為海底隧道[巽他海峽]，在長遠來看，它會連接起來巴厘島，爪哇岛，蘇門答臘，馬來西亞和泰國在不間斷鏈。該項目計劃2005年開工建設，並準備使用由2018年的一部分亞洲公路.然而，橋選項後來青睞。
在2007年，印尼的專家，帶領工程師。 Iskendar，交通運輸系統和工業技術評估與應用中心主任，參加會議與SIJLAB工程師，中意阿基米德橋項目。 作為一個[群島群島]國家, 超過13萬個島嶼組成，印尼這樣的隧道中受益。島嶼之間，主要是由傳統的運輸服務渡輪渡輪。 阿基米德橋（Terowongan Dasar勞特，印尼），因此是一種替代連接相鄰的島嶼，除了橋樑。

## 延伸閱讀
研究報告
- Mariagrazia Di Pilato, Anna Feriani, Federico Perotti. . Earthquake Engineering & Structural Dynamics, Volume 37 Issue 9, pages 1203–1222. 17 March 2008  [2013-06-06]. （原始内容存档于2013-01-05）.

- FEHRL – Forum of European National Highway Research Laboratories. . Report no 1996/2a, ISSN 1362-6019. 17 March 2008  [2013-06-06]. （原始内容存档于2013-10-16）.
- Strait Crossings 2001, by Jon Krokeborg. pages 511–590

影音
- Video explaining some of the concepts of an Archimedes bridge （页面存档备份，存于）
- Italian television news covering the Quiandao Lake Project （页面存档备份，存于） （意大利文）
- Another news coverage of the Sino-Italian project （页面存档备份，存于） （意大利文）

企業
- Ponte di Archimede International S.p.A. （页面存档备份，存于）
- SubTerra, Inc. （页面存档备份，存于）

## 外部連結
- 中意將合建世界首座阿基米德樣橋[永久]
- 世界首座阿基米德桥桥模型在意展出